# Augustyn Piecha
Augustyn Piecha ps. Górnik (ur. ok. 1840 w Łaziskach Dolnych (dzisiejszej dzielnicy Łazisk Górnych), zm. 1940) – polski pisarz ludowy i animator kultury polskiej związany ze Śląskiem. Z zawodu był górnikiem.

## Życiorys
Urodził się ok. 1840 w wielodzietnej rodzinie chłopskiej, miał sześciu braci. Po ukończeniu szkoły ludowej został górnikiem, jednocześnie kształcąc się dalej samodzielnie. Udzielał się aktywnie w polskim ruchu kulturalnym – rozprowadzał książki i prasę, współtworzył towarzystwa robotnicze, organizował amatotskie przedstawienia teatralne. Ze względu na swoją działalność wielokrotnie musiał zmieniać miejsce pobytu; najdłużej mieszkał w Świętochłowicach i Roździeniu. Posyłał korespondencje m.in. do "Gazety Górnośląskiej" i "Katolika", na łamach tych pism zamieszczał też swoje utwory: Do dzieci ("Gazeta Górnośląska", 1881, nr 51), Śpiewka żniwna ("Gazeta Górnośląska", 1881, nr 59), Cóż Wam się zda, mili bracia... ("Katolik", 1884, nr 60). Utwory Piechy znalazły się także w antologii Śląscy pisarze ludowi (1800–1914) (Wrocław 1968) w opracowaniu Jadwigi Kucianki. Po 1922, być może ze względu na wiek, prawdopodobnie już nie pisał.